# جولی بیشاپ (هنرپیشه)

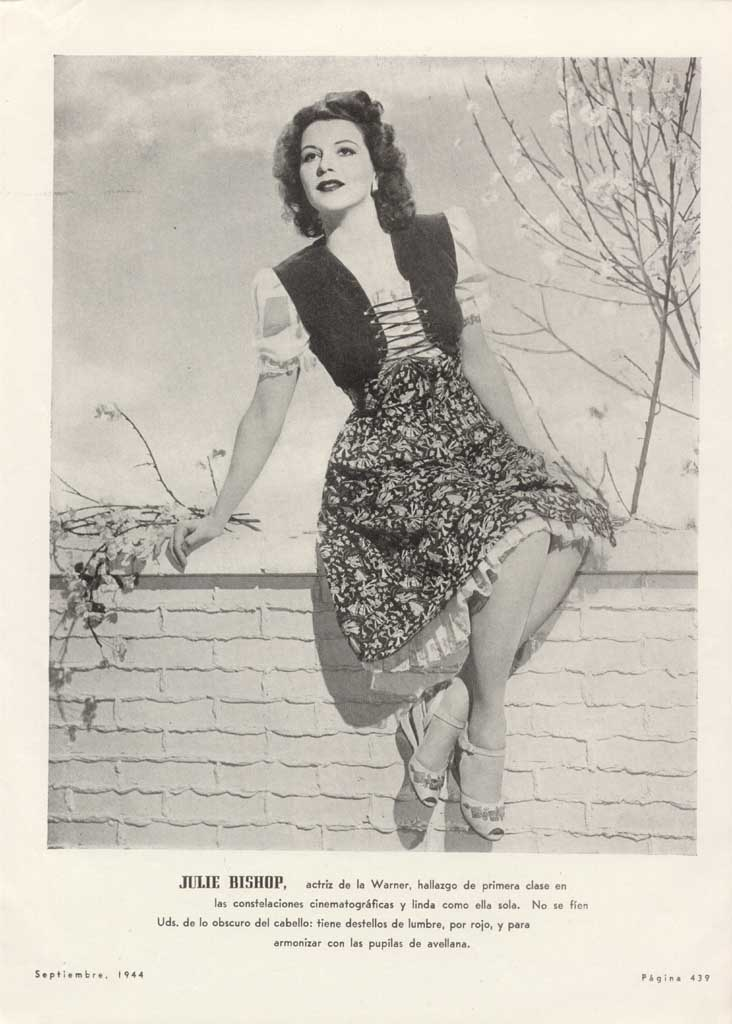

جولی بیشاپ (انگلیسی: Julie Bishop; زاده ۳۰ اوت ۱۹۱۴ – درگذشته ۳۰ اوت ۲۰۰۱) یک هنرپیشه سینما اهل ایالات متحده آمریکا بود. وی بین سال‌های ۱۹۲۳ تا ۱۹۵۷ میلادی فعالیت می‌کرد.

## گزیده فیلمشناسی
از فیلم‌ها یا برنامه‌های تلویزیونی که وی در آن نقش داشته‌است می‌توان به آثار زیر اشاره کرد.
- ما را ببخشید (۱۹۳۱)
- بندرگاه قدیمی! (۱۹۳۲)
- آلیس در سرزمین عجایب (۱۹۳۳)
- تارزان بی‌باک (۱۹۳۳)
- دختر کولی (۱۹۳۶)
- ویکتور هوگو هالپرین (۱۹۳۹)
- پرنسس اوروک (۱۹۴۳)
- راپسودی در بلو (۱۹۴۵)
- جزر و مد (۱۹۴۷)
- شن‌های آیو جیما (۱۹۴۹)
- متکبرها (۱۹۵۴)

## مرگ
بیشاپ در 30 اوت 2001  بر اثر ذات الریه در 87 سالگی خود در مندوسینو، کالیفرنیا درگذشت.